# Registro Nacional de Lugares Históricos em Utah
Edifícios, locais, distritos e objetos no Registro Nacional de Lugares Históricos em Utah. Desde 25 de outubro de 2013 existem 1 707 propriedades e distritos do Registro Nacional de Lugares Históricos listados nos 29 condados de Utah, incluindo os 14 nomeados no Marco Histórico Nacional.
O condado de Salt Lake é o que contem a maior quantidade de registros, enquanto os condados de Piute e Rich possuem apenas dois registros cada um. Os primeiros NRHPs em Utah foram designados em 15 de outubro de 1966 e os mais recentes em 16 de outubro de 2013.

## Números de propriedades por condado
A relação a seguir lista as entradas atuais, por condado, pertencentes ao Registro Nacional de Lugares Históricos. Estas somas são baseadas em inscrições no Banco de Dados do Cadastro Nacional de Informações a partir de 24 de abril de 2008, e nas novas listas semanais postadas desde então no site do National Register of Historic Places. Há inclusões freqüentes e exclusões ocasionais à lista, fazendo com que as contagens mostradas aqui sejam aproximadas e não oficiais. Igualmente, a contagem desta tabela exclui o aumento e diminuição de fronteiras que modificam a área coberta por uma propriedade existente ou distrito e que apresentem um número de referência nacional distinto no Regisro Nacional.
|              | \| \| Condado \| Nº de lugares \| \| ------------ \| ----------------------------- \| ------------- \| \| 1 \| Beaver \| 114 \| \| 2 \| Box Elder \| 43 \| \| 3 \| Cache \| 76 \| \| 4 \| Carbon \| 220 \| \| 5 \| Daggett \| 5 \| \| 6 \| Davis \| 54 \| \| 7 \| Duchesne \| 31 \| \| 8 \| Emery \| 21 \| \| 9 \| Garfield \| 28 \| \| 10 \| Grand \| 21 \| \| 11 \| Iron \| 19 \| \| 12 \| Juab \| 23 \| \| 13 \| Kane \| 16 \| \| 14 \| Millard \| 28 \| \| 15 \| Morgan \| 7 \| \| 16 \| Piute \| 2 \| \| 17 \| Rich \| 2 \| \| 18.1 \| Salt Lake: Salt Lake City \| 245 \| \| 18.2 \| Salt Lake: outras localidades \| 98 \| \| 18 \| Salt Lake: Total \| 343 \| \| 19 \| San Juan \| 34 \| \| 20 \| Sanpete \| 75 \| \| 21 \| Sevier \| 25 \| \| 22 \| Summit \| 109 \| \| 23 \| Tooele \| 24 \| \| 24 \| Uintah \| 19 \| \| 25 \| Utah \| 172 \| \| 26 \| Wasatch \| 35 \| \| 27 \| Washington \| 79 \| \| 28 \| Wayne \| 23 \| \| 29 \| Weber \| 65 \| \| (duplicados) \| (duplicados) \| (6)[3] \| \| Total: \| Total: \| 1 707 \| |               |
|              | Condado | Nº de lugares |
| 1            | Beaver | 114           |
| 2            | Box Elder | 43            |
| 3            | Cache | 76            |
| 4            | Carbon | 220           |
| 5            | Daggett | 5             |
| 6            | Davis | 54            |
| 7            | Duchesne | 31            |
| 8            | Emery | 21            |
| 9            | Garfield | 28            |
| 10           | Grand | 21            |
| 11           | Iron | 19            |
| 12           | Juab | 23            |
| 13           | Kane | 16            |
| 14           | Millard | 28            |
| 15           | Morgan | 7             |
| 16           | Piute | 2             |
| 17           | Rich | 2             |
| 18.1         | Salt Lake: Salt Lake City | 245           |
| 18.2         | Salt Lake: outras localidades | 98            |
| 18           | Salt Lake: Total | 343           |
| 19           | San Juan | 34            |
| 20           | Sanpete | 75            |
| 21           | Sevier | 25            |
| 22           | Summit | 109           |
| 23           | Tooele | 24            |
| 24           | Uintah | 19            |
| 25           | Utah | 172           |
| 26           | Wasatch | 35            |
| 27           | Washington | 79            |
| 28           | Wayne | 23            |
| 29           | Weber | 65            |
| (duplicados) | (duplicados) | (6)           |
| Total:       | Total: | 1 707         |